# 我的老爸鬼話連篇
我的老爸鬼話連篇（Shit My Dad Says）原先只是推特上的一系列貼文，作者是賈斯汀·哈伯。當時，他還是個半失業的喜劇作家。貼文的內容是引用哈本的父親，山姆平常所說的話匯集而成，主題包羅萬象。2009年8月3日哈伯從洛杉磯搬回父母在聖地牙哥的家，不久之後，就開了這個推特帳號。他原本打算只將他父親那些辛辣的評論在網頁上保留起來，但他的一位友人卻將連結貼了出去。之後，喜劇演員勞伯·考德瑞轉推了這個連結，哈本稱此後這個推特帳號「一炮而紅」。在不到一個月之後，每日秀、一個叫做Laughing Squid的知名部落格，以及女演員克莉絲汀·貝兒都提及到這個推特。從2014年起，這些推文就有了三百一十萬的追隨者。

## 改編作品

### 書
2009年的9月，哈本找到了一個經紀人，並開始比較書商開的出版條件。他在2009年的10月，和哈珀·柯林斯（Harper Collins）簽下合約。書的內容是從推文上節錄下來，取名為《我的老爸鬼話連篇》（Sh*t My Dad Says），由哈本與他的長期合作夥伴派崔克·舒馬克（Patrick Schumacker）共同執筆，並在2010年的5月4日發行。這本書在發行第一週就榮登紐約時報「非小說類的最佳銷售精裝書」排名第八。在發售後的六個星期中，更一直維持在紐約時報暢銷書排行榜第一名。

### 電視劇
2009的11月，CBS就宣布將我的老爸鬼話連篇改編成電視情境劇，將由威廉·薛特納出演。這齣連續劇，正式定名為《$#*! My Dad Says》（播出時，$#*!以嗶聲取代），在CBS同意之下，自2010年的5月，每週四的晚間在CBS播出。
2011年5月15日，CBS宣布取消了節目的播出，儘管它在美國人民選擇獎中得到了最佳新喜劇。

## 外部連結
- 官方网站
- 我的老爸鬼話連篇的X（前Twitter）
- So What Is This Shit My Dad Says, Anyway?: A Movieline FAQ - Movieline